# New Orleans Bowl 2022
Match précédent Match suivant
Le New Orleans Bowl 2022 est un match de football américain de niveau universitaire joué après la saison régulière de 2022, le 21 décembre 2022 au Caesars Superdome situé à La Nouvelle-Orléans dans l'État de la Louisiane aux États-Unis. 
Il s'agit de la 22e édition du New Orleans Bowl.
Le match met en présence l'équipe des Hilltoppers de Western Kentucky issue de la Conference USA et l'équipe des Jaguars de South Alabama issue de la Sun Belt Conference.
Il débute vers 19 heures locales (le 22 décembre à 03 heures en France) et est retransmis à la télévision par ESPN.
Sponsorisé par la société R+L Carriers (en), le match est officiellement dénommé le 2022 R+L Carriers New Orleans Bowl. 
Western Kentucky gagne le match sur le score de 44 à 23. 

## Présentation du match
Il s'agit de la 2e rencontre entre les deux équipes :
| Saison | Date              | Vainqueur     | Score   | Perdant          | Compétition                    |
| ------ | ----------------- | ------------- | ------- | ---------------- | ------------------------------ |
| 2013   | 14 septembre 2013 | South Alabama | 31 - 24 | Western Kentucky | Saison régulière à Mobile (SA) |

| Équipes | Couleurs | Conférences | Entraîneurs                   | Stats. saison rég. | Classements avant le bowl | Classements avant le bowl | Classements avant le bowl |
| --- | -------- | ----------- | ----------------------------- | ------------------ | ------------------------- | ------------------------- | ------------------------- |
| Équipes | Couleurs | Conférences | Entraîneurs                   | Stats. saison rég. | CFP                       | AP                        | Coaches                   |
| Hilltoppers de Western Kentucky                                                                                   |          | C-USA       | Tyson Helton (en) (4e saison) | 8 - 5              | NC                        | NC                        | NC                        |
| Jaguars de South Alabama                                                                                          |          | Sun Belt    | Kane Wommack (en) (2e saison) | 10 - 2             | NC                        | NC                        | NC                        |
| - Arbitre : Cal McNeill (Mountain West) - Équipe donnée favorite par les bookmakers : South Alabama par 4½ points |          |             |                               |                    |                           |                           |                           |

### Hilltoppers de Western Kentucky
Avec un bilan global en saison régulière de 8 victoires et 5 défaites (6-2 en matchs de conférence), Western Kentucky est éligible et accepte l'invitation pour participer au New Orleans Bowl 2022.
Ils terminent 3e de Conference USA #25 UTSA et North Texas.
À l'issue de la saison 2022 (bowl non compris), ils n'apparaissent pas dans les classements CFP, AP et Coaches.
Il s'agit de leur première participation au New Orleans Bowl.
| Logo     | Postes                                                 | Joueurs                                                | Statistiques                                                       |
| -------- | ------------------------------------------------------ | ------------------------------------------------------ | ------------------------------------------------------------------ |
|          | Quarterback                                            | Austin Reed                                            | 353/548 passes réussies pour 4 249 yards, 36 TDs, 10 interceptions |
| Coureur  | Austin Reed                                            | 87 courses pour 199 yards nets gagnés et 9 TDs         |                                                                    |
| Receveur | Daewood Davis                                          | 63 réceptions pour 872 yards et 7 TDs                  |                                                                    |
| Effectif | Listing et statistiques du roster 2022 des Hilltoppers | Listing et statistiques du roster 2022 des Hilltoppers |                                                                    |

### Jaguars de South Alabama
Avec un bilan global en saison régulière de 10 victoires et 2 défaites (7-1 en matchs de conférence), South Alabama est éligible et accepte l'invitation pour participer au New Orleans Bowl 2022.
Ils terminent 2e de la Division West de la Sun Belt Conference derrière #24 Troy.
À l'issue de la saison 2022 (bowl non compris), ils n'apparaissent pas dans les classements CFP, AP et Coaches.
Il s'agit de leur première participation au New Orleans Bowl.
| Logo     | Postes                                             | Joueurs                                            | Statistiques                                                       |
| -------- | -------------------------------------------------- | -------------------------------------------------- | ------------------------------------------------------------------ |
|          | Quarterback                                        | Carter Bradley                                     | 240/374 passes réussies pour 2 966 yards, 25 TDs, 10 interceptions |
| Coureur  | La'Damian Webb                                     | 198 courses pour 1 019 yards nets gagnés et 14 TDs |                                                                    |
| Receveur | Jalen Wayne                                        | 56 réceptions pour 794 yards et 9 TDs              |                                                                    |
| Effectif | Listing et statistiques du roster 2022 des Jaguars | Listing et statistiques du roster 2022 des Jaguars |                                                                    |